# Neus Truyol Caimari
Neus Truyol Caimari (Palma, 27 de febrer de 1978) és una política mallorquina de MÉS per Mallorca, regidora a l'Ajuntament de Palma des d'octubre de 2013, tinent de batle d'Ecologia, Agricultura i Benestar animal des del juny de 2015 fins les eleccions de 2019 i regidora de Model de Ciutat, Habitatge Digne i Sostenibilitat a la legislatura 2019-2023.
Es llicencià en Sociologia a Barcelona, on es va implicar en col·lectius i moviments socials de l'esquerra radical, cercant iniciatives comunitàries i emancipadores per a construir alternatives al model capitalista. Va viure també a Madrid. El 2007 tornà a Mallorca i visqué al Puig de Sant Pere. Ha estat membre d'una cooperativa de consum alternatiu i ecològic que busca la sobirania alimentària. Ha treballat en projectes d'investigació social, especialitzada en metodologies participatives per al desenvolupament local.
El maig de 2011 va ser la número 4 de la llista PSM-IniciativaVerds-Entesa-PACMA a l'Ajuntament de Palma, però no fou fins a l'octubre de 2013 que entrà al consistori com a regidora arran de la dimissió de Marisol Fernández. El novembre de 2014 fou elegida, mitjançant un procés de primàries, número 2 de la llista de MÉS per Palma a l'ajuntament. A les eleccions de 2015 va ser reelegida regidora, obtenint la llista de MÉS 23.000 vots i cinc regidors en total. Mitjançant un acord de govern amb PSIB-PSOE i Som Palma, Truyol es convertí durant la legislatura 2015-2019 en portaveu de l'ajuntament i 5a tinent de batle, regidora d'Ecologia, Agricultura i Benestar animal de l'Ajuntament de Palma i presidenta d'EMAYA. Durant la legislatura 2019-2023 ha estat regidora de Model de Ciutat, Habitatge Digne i Sostenibilitat. El 2019 va ser acusada de delicte mediambiental per no prendre mesures per evitar que els abocaments de la depuradora acabessin al mar durant la seva etapa com a presidenta d'EMAYA. La causa va ser sobreseguda el 2023.